# Nguyễn Văn Nhơn
Nguyễn Văn Nhơn (chữ Hán: 阮文仁) hay Nguyễn Văn Nhân, tục gọi là Quan lớn Sen (1753-1822), là một danh tướng của chúa Nguyễn Phúc Ánh (sau này là vua Gia Long) trong lịch sử Việt Nam.
Ông chính là Tổng trấn đầu tiên của Gia Định Thành và là một trong Ngũ hổ tướng Gia Định.

## Thân thế và sự nghiệp

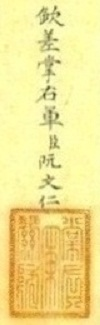
Dấu ấn của Nguyễn Văn Nhơn được đóng vào châu bản triều Nguyễn ngày 6 tháng 5 năm 1821, bên dưới dòng chữ Khâm sai chưởng Hữu quân thần Nguyễn Văn Nhơn (欽差掌右軍臣阮文仁).

Nguyễn Văn Nhơn sinh năm Quý Dậu (1753) tại làng Tân Đông, huyện Vĩnh An, phủ Tân Thành, tỉnh An Giang, về sau đổi thành xã Tân Đông thuộc huyện Châu Thành, tỉnh Sa Đéc (nay thuộc xã Tân Khánh Đông, thành phố Sa Đéc, tỉnh Đồng Tháp). Ông là con ông Nguyễn Quang (tước Minh Đức hầu) và bà Thị Áo.
Sinh nhằm thời loạn lạc, Nguyễn Văn Nhơn không được học hành nhiều. Về sau, khi làm lưu thủ Trấn Biên (Biên Hòa), lúc đã ngoài bốn mươi tuổi, ông mới có thể tự trau giồi thêm chữ nghĩa cho mình .
Năm Giáp Ngọ (1774), lúc 21 tuổi, ông theo Tống Phước Hiệp và Nguyễn Khoa Thuyên, làm chức đội trưởng. Ông lại theo Tống Phước Hòa, được thăng cai đội.
Năm Đinh Dậu (1777), chúa Nguyễn Nguyễn Phúc Ánh khởi binh ở Long Xuyên (nay là Cà Mau), ông theo Dương Công Trừng đóng giữ ở Sa Đéc.
Năm Mậu Tuất (1778), ông được thăng Cai cơ.
Năm Nhâm Dần (1782), bị quân Tây sơn bắt tại Thủ Thiêm (Sài Gòn), nhưng sau đó ông trốn thoát, sang Xiêm tìm chúa Nguyễn. Nhân lúc đó, chúa Nguyễn sai người về nước, ông liền trở lại hợp lực đánh chiếm đất Long Xuyên (Cà Mau).
Năm Ất Mão (1795), ông làm Lưu thủ Trấn Biên (Biên Hòa).
Năm Đinh Tỵ (1797), ông về giữ Gia Định, lãnh việc vận lương kiêm việc ở bộ Hộ.
Năm Nhâm Tuất (1802), Nguyễn Phúc Ánh lên ngôi lấy hiệu là Gia Long, phong ông làm Chưởng Chấn võ quân, tước Nhơn Quận công; giữ chức Lưu trấn Gia Định trấn đến năm 1805.
Cuối năm ấy, vua Gia Long bình xong Bắc Hà, ông dâng sớ điều trần 14 khoản để xin chấn chỉnh nhiều việc, được vua Gia Long khen ngợi và tin cậy.
Năm Mậu Thìn (1808), chấm dứt giai đoạn Gia Định trấn để trở thành Gia Định Thành, ông được cử làm Tổng trấn và Trịnh Hoài Đức làm hiệp Tổng trấn. Vậy, chính ông là vị Tổng trấn đầu tiên ở miền Nam kiêm lãnh hai trấn là Bình Thuận và Hà Tiên cho đến 1812 thì bàn giao cho Lê Văn Duyệt.
Năm 1819-1820, Nguyễn Văn Nhơn được cử làm Tổng trấn Gia Định Thành một lần nữa.
Năm Tân Tỵ (1821), thời vua Minh Mạng, ông được điều về kinh đô Huế, sung chức Tổng tài ở Quốc sử quán.
Mùa xuân năm Nhâm Ngọ (1822), ông mất, thọ 69 tuổi.
Hay tin, vua Minh Mạng cho bãi chầu ba ngày, đích thân ban rượu tế, trước khi đưa linh cữu ông về Gia Định. Nhà vua lại ban cho câu đối:
Vọng Các hiệu tùng long, trực bá đan tâm huyền nhật nguyệt;
Xuân thành bi khử hạc, do lưu chính khí tác sơn hà.
Nghĩa:
Theo vua nơi Vọng Các, lòng son treo rạng cùng trời đất;
Bỏ mình Phú Xuân, khí chính còn lưu với núi sông.
Lại cấp cho trăm mẫu ruộng ở xã Thanh thủy (Phú Vinh, Huế), cho con cháu làm tự điền, và ông được truy tặng là Dực vận đồng đức công thần, Đặc tiến trụ quốc thượng tướng quân, Thái bảo Quận công.
Năm Giáp Thân (1824), cho thờ ông vào Thế Miếu và Miếu Trung Hưng Công Thần.
Năm Tân Mão (1831), ông lại được truy tặng làm Tráng võ tướng quân, Đô thống phủ Chưởng phủ sự, tước Kinh Môn Quận công, thụy là Mục Hiến.
Khu mộ Quận công Nguyễn Văn Nhơn (dân địa phương gọi là "Lăng Quan lớn Sen") xưa kia nằm bên bờ sông Tiền, thuộc làng Tân Đông, sau vì dòng nước đe dọa xói lở, năm 1920, di hài ông được đưa về táng tại ấp Đông Huề, xã Tân Khánh Đông, Thành phố Sa Đéc (Đồng Tháp), tại ấp Đông Qưới, xã Tân Khánh Đông, Thành phố Sa Đéc có ngôi Đình Tân Đông là nơi thờ tự Ông. Tại đây, mộ ông và vợ ông nằm song song nhau. Hàng năm, lễ giỗ ông được tổ chức vào tiết Thanh minh.

## Hậu duệ
Kinh Môn Quận công Nguyễn Văn Nhơn có 3 người con trai tên là Đức, Thiện, Giai.
- Đức được ấm thụ chức Kiêu kỵ đô úy. Con của Đức là Chân được tập phong tước Kinh Môn bá, gia hàm Phó Quản cơ.
- Thiện lấy Mỹ Khê Công chúa Ngọc Khuê (con gái thứ 12 của vua Gia Long), được phong Phò mã đô úy, hàm Vệ úy. Con của Thiện là Uyển, được cấp cho tiền gạo và tập ấm hàm Cẩm y vệ Hiệu úy.
- Giai được bổ vào hạng Anh danh, làm đến chức Cai đội.

Quận công Nguyễn Văn Nhơn còn một người con gái là Nguyễn Thị Nhậm, được gả làm Phủ thiếp cho Thiệu Trị khi nhà vua vẫn còn là Trường Khánh công. Thiệu Trị đăng cơ, bà Nhậm được phong dần đến chức Lệnh phi ở hàng Nhất giai, địa vị chỉ dưới mỗi bà Từ Dụ.

## Sớ điều trần

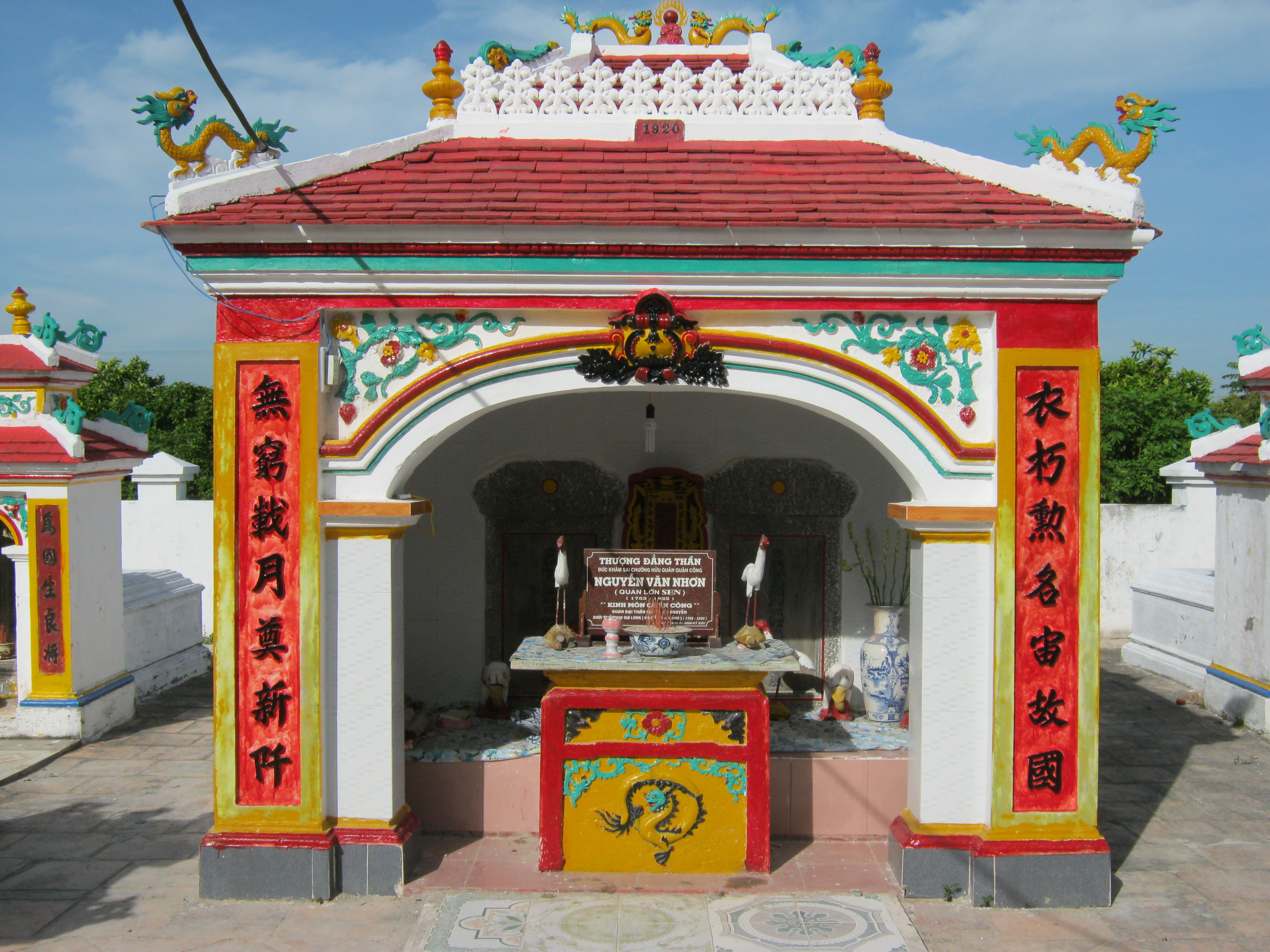
Mộ Nguyễn Văn Nhơn (phải ảnh) và vợ hiện nay ở xã Tân Khánh Đông

Như trên đã nói, cuối năm 1802, tướng Nguyễn Văn Nhơn đã dâng sớ điều trần 14 khoản để xin chấn chỉnh nhiều việc. Những khoản ấy như sau: 
| 1. Định lại các thứ thuế 2. Cầu người hiền 3. Lập hương học 4. Cử người hiếu liêm 5. Cải cách phong tục 6. Định phép khoa cử 7. Cải cách hình phạt | 8. Định sắc phục kẻ trên người dưới 9. Đặt phép cho nghiêm việc quan lại 10. Phát chẩn cho dân nghèo 11. Biểu dương người trinh tiết 12. Thẩm định phép tắc 13. Lập đồn trại các nơi 14. Bỏ những thuế tạp . |

## Đường phố
Trước năm 1975, trên địa bàn xã Trung Mỹ Tây, quận Gò Vấp, tỉnh Gia Định (ngày nay thuộc Phường 19, quận Bình Thạnh, Thành phố Hồ Chí Minh) có một con đường nhỏ mang tên Nguyễn Văn Nhơn, nhưng sau đó lại đổi tên là đường Nguyễn Ngọc Phương cho đến ngày nay.